# 横浜市立つつじが丘小学校
横浜市立つつじが丘小学校（よこはましりつ つつじがおかしょうがっこう）は、神奈川県横浜市青葉区つつじが丘にある公立小学校。

## 沿革
- 1966年（昭和41年）6月1日 - 横浜市立田奈小学校つつじが丘分校として設置。
- 1968年（昭和43年）4月1日 - 横浜市立つつじが丘小学校として独立開校。
- 1971年（昭和46年）6月1日‐ 横浜市立青葉台小学校を分離独立させる（児童数635名）。
- 1974年（昭和49年）4月1日 - つつじが丘小学校榎が丘分校設置。
- 1976年（昭和51年）3月6日 - 校歌制定。
- 1977年（昭和52年）
  - 4月1日 - 横浜市立藤が丘小学校が校区分離。
  - 5月31日 - 創立10周年記念集会実施。
  - 6月9日 - 航空写真撮影。
- 1987年（昭和62年）11月14日 - 創立20周年記念として、社会科副読本<わたくしたちのまち>発行。
- 1992年（平成4年）4月1日 - さつきが丘小学校分離独立。
- 1997年（平成9年）5月31日 - 創立30周年記念集会開催し、航空写真撮影。
- 2007年（平成19年）5月10日 - 創立40周年記念集会開催し、航空写真撮影。
- 2014年（平成26年）6月16日 - 青葉区制20周年記念の航空写真撮影。
- 2017年（平成29年）11月25日 - 創立50周年記念式典挙行[1]

## 交通
本校の最寄駅は青葉台駅と十日市場駅である。
- 東急田園都市線 青葉台駅より「つつじが丘小学校前」バス停下車　徒歩1分
- JR横浜線 十日市場駅より「つつじが丘」バス停下車　徒歩5分

## 関係者

### 出身者
- 秦基博（シンガー・ソングライター）[2]
- 高木晋哉（お笑い芸人）
- ストリーツ海飛（フェンシング選手）　※1学年の7月まで在籍[3]